# 馬爾伯勒 (威爾特郡)

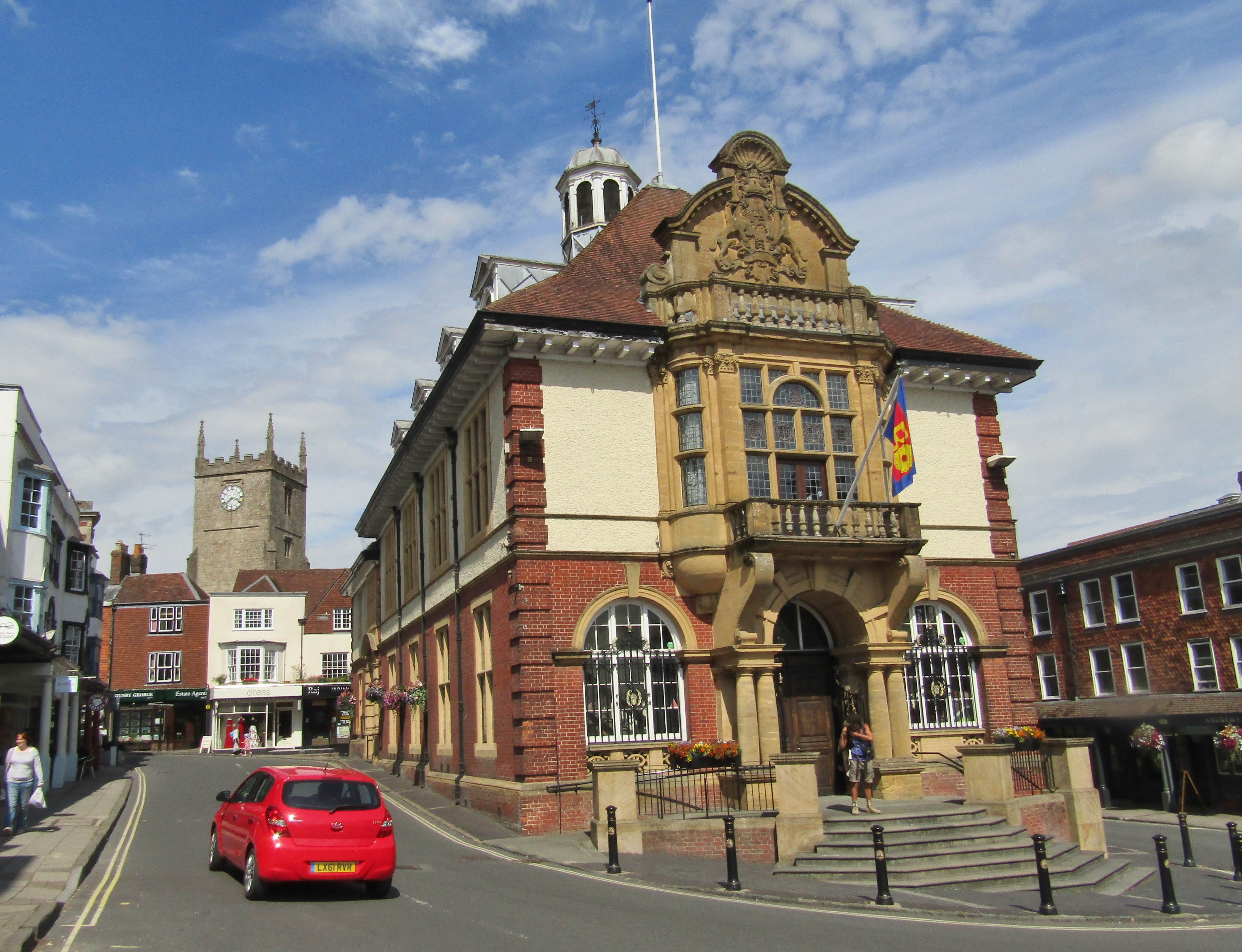
馬爾伯勒市政廳

馬爾伯勒（英語：Marlborough，i/ˈmɔːlbərə/ MAWL-bər-ə，/ˈmɑːrl-/ MARL-）是英格蘭西南部的一個集鎮和民政教區，屬於威爾特郡。馬爾伯勒在2011年人口有8395人。當地每年夏天舉辦爵士音樂節。

## 教育
1843年建立的獨立寄宿學校馬爾伯勒中學和1975年建立的聖約翰馬爾伯勒中學（St John's Marlborough）位於此地，此外還有一所小學。

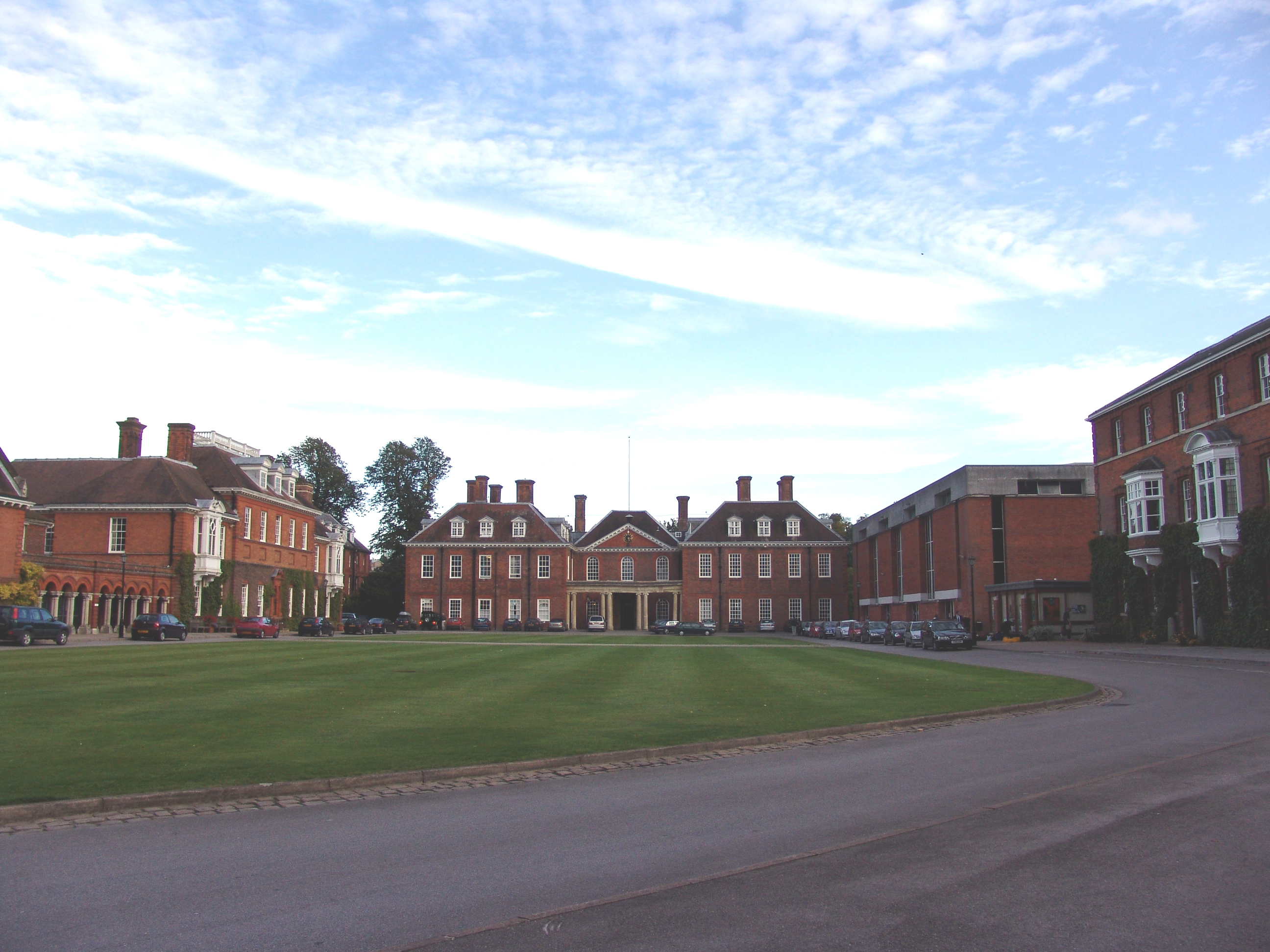
馬爾伯勒中學

## 外部連結
维基共享资源上的相關多媒體資源：馬爾伯勒